# Bossa de paper

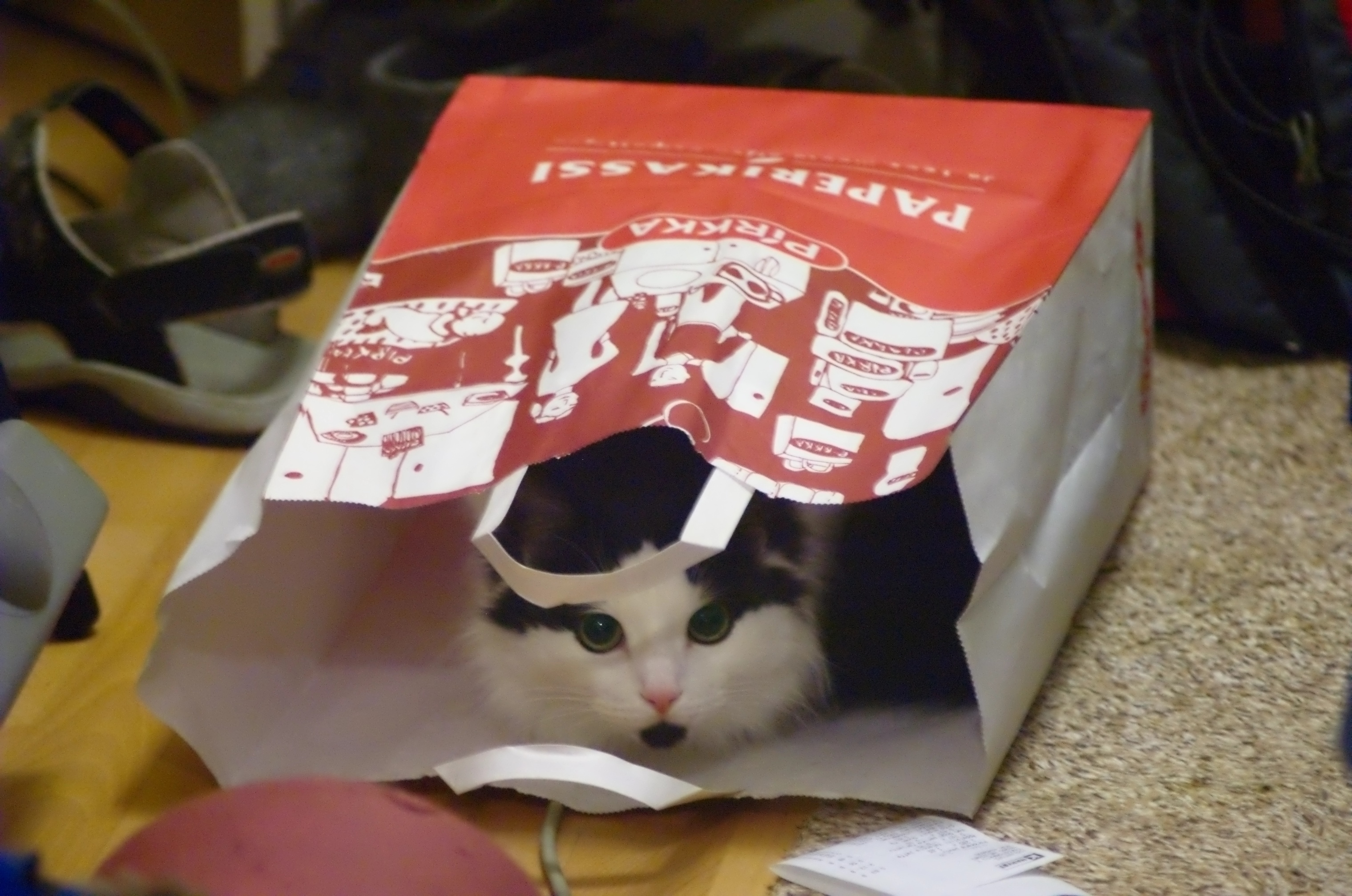
Gat en una bossa de paper

La bossa de paper és un envàs de paper que s'utilitza per a transportar productes. Pot incloure anses en la seva pròpia estructura o anses sortints, generalment, fabricades també de paper.
Són utilitzades en el comerç i han arribat a un gran ús per causa de la seva recuperabilitat, puix que molta gent les utilitza i després les llença als contenidors de paper juntament amb diaris o revistes.
La bona imprimibilitat del paper fan que constitueixin a més a més una bona publicitat de l'establiment que pot imprimir la seva imatge de marca en colors vius.

## Bossa per a comestibles
Als Estats Units és molt popular de lliurar al supermercat bosses de paper per transportar els queviures a casa. Es tracta d'un recipient plegat i agafat a la part inferior i obert a la superior permetent així una introducció ràpida dels productes.
El seu inventor va ser l'americà Charles Stillwell. Stillwell va treballar a desenvolupar d'invencions, un dels seus primers successos fou la màquina per a fabricar bosses de paper. La característica diferenciadora de les seves bosses respecte a les seves predecessores era que gràcies al seu disseny es podien mantenir dretes i també es podien obrir, plegar i apilar fàcilment. L'acme de les bosses Stillwell als Estats Units es va produir en la dècada del 1930 en què la major part dels supermercats van optar per l'ús d'aquestes.

## Nota
1. ↑  J. Scott Smith,Yiu H. Hui. Food processing: principles and applications (en anglès).  Blackwell Publishing, 20 agost 2004, p. 104–. ISBN 0-8138-1942-3.